# Kalle Anka i plurret
Kalle Anka i plurret (även Kalle Anka på stranden) (engelska: Bee at the Beach) är en amerikansk animerad kortfilm med Kalle Anka från 1950.

## Handling
Kalle Anka har åkt till stranden för att sola sig och koppla av. Dagen skulle kunna bli bra om det inte vore för ett bi han hamnar i bråk med, som också kommit till stranden för avkoppling.

## Om filmen
Filmen hade svensk premiär den 15 april 1952 på biografen Spegeln i Stockholm.
Filmen finns dubbad till svenska och har givits ut på VHS och DVD.

## Rollista
- Clarence Nash – Kalle Anka[8]